# William Freshman
William Freshman est un acteur, réalisateur et scénariste australien né le 1er novembre 1902 à Sydney et mort en 1980 à Londres.

## Filmographie

### Comme acteur
- 1921 : The Fifth Form at St. Dominic's : Loman
- 1922 : The Lights o' London
- 1922 : Creation
- 1922 : Was She Guilty? : Bobby (19 year)
- 1928 : Widecombe Fair
- 1928 : The Rising Generation
- 1928 : The Guns of Loos : Officer
- 1928 : Glorious Youth
- 1929 : Those Who Love : David Mellor
- 1929 : A Broken Romance : Jack Worth
- 1929 : Die Nacht des Schreckens
- 1930 : Thread O' Scarlet : Traveller
- 1930 : Star Impersonations : Ramon Navarro
- 1930 : Greek Street : Rikki
- 1932 : Bachelor's Baby : Jimmy
- 1933 : Lucky Blaze : Cliff Ellis
- 1933 : Love's Old Sweet Song : Jimmy Croft
- 1933 : F.P.1 : Conrad Lennartz
- 1934 : Le Mouron rouge (The Scarlet Pimpernel) : Lord Hastings
- 1936 : Limelight (en) : Joe
- 1941 : The Man at the Gate : George Foley

### Comme scénariste
- 1936 : Sensation
- 1937 : Spring Handicap
- 1937 : Aren't Men Beasts?
- 1938 : Hold My Hand
- 1938 : Jane Steps Out
- 1938 : The Terror
- 1939 : Yes, Madam?
- 1940 : Ants in His Pants
- 1940 : Dad Rudd, M.P.
- 1940 : Poison Pen
- 1947 : Attentat à Téhéran (Teheran)

### Comme réalisateur
- 1940 : Ants in His Pants
- 1947 : Attentat à Téhéran (Teheran)
- 1957 : Destination Downing Street (série TV)